# U 250
U 250 war ein U-Boot vom Typ VII C, das im Zweiten Weltkrieg von der Kriegsmarine eingesetzt wurde. Auf seiner einzigen Unternehmung versenkte es in der Ostsee ein sowjetisches U-Jagd-Boot mit 56 t, wobei 19 Seeleute starben. Am 30. Juli 1944 wurde es selbst vor dem damals finnischen Koivisto vom sowjetischen U-Jäger MO 103 versenkt, wobei 46 Mann starben, während der Kommandant Werner-Karl Schmidt (1915–2001) und fünf weitere Besatzungsmitglieder in sowjetische Kriegsgefangenschaft gerieten. Das Wrack wurde von sowjetischen Marinetauchern durchsucht, wobei Technik (Torpedo T 5 Zaunkönig) und Unterlagen erbeutet wurden, und im September 1944 von der sowjetischen Marine gehoben. Ab dem 12. April 1945 diente es kurzzeitig als TS-14 der sowjetischen Marine, wurde aber nach dem 12. August 1945 verschrottet.

## Geschichte
Der Auftrag für das Boot wurde am 5. Juni 1941 an die Friedrich Krupp Germaniawerft, Kiel vergeben. Die Kiellegung erfolgte am 9. Januar 1943, der Stapellauf am 11. November 1943, und die Indienststellung unter Kapitänleutnant Werner-Karl Schmidt am 12. Dezember 1943.
U 250 unternahm eine Feindfahrt, auf der ein Küstenschutzboot versenkt wurde.

## Einsatz
Die Besatzung wurde in der Zeit vom 12. Dezember 1943 bis zum 1. Juli 1944 im Verband der 5. U-Flottille mit Standort in Kiel ausgebildet.
Am 15. Juli verließ U 250 Kiel und erreichte über Reval am 25. Juli 1944 Helsinki. Am 26. Juli wurde Helsinki in östlicher Richtung verlassen. Am 30. Juli versenkte es um 12:42 Uhr im Bereich des Koivisto-Sundes das kleine sowjetische U-Jagd-Boot MO 105. Der Angriff auf das nur 26,9 m lange und 56 t verdrängende treibende Fahrzeug vom Typ MO-4 erfolgte getaucht mit einem G7e-Torpedo aus knapp 600 m Entfernung, bei nur 30 bis 33 m Wassertiefe (19 Tote, 7 Überlebende) (Lage).
Da in den folgenden 1,5 Stunden keine für ihn sichtbare Reaktion erfolgte, nahm der Kommandant, Kapitänleutnant Schmidt, an, dass die Versenkung auf einen Minentreffer zurückgeführt worden war. Er fuhr weiterhin getaucht in den Sund hinein, um dort Schiffsbewegungen für erwartete Landungsoperationen erkennen zu können.
Gegen 13:30 Uhr lief jedoch der von Aleksander Kolenko kommandierte sowjetische U-Jäger MO 103, gleichfalls vom Typ MO-4, aus dem Stützpunkt Koivisto zur Versenkungsstelle aus. Nach Rettung der Überlebenden von MO 105 brachte er diese zurück zum Stützpunkt und lief erneut zur Suche nach dem U-Boot aus. Schmidt legte U 250 deshalb zunächst in etwas mehr als 30 Metern Tiefe auf Grund. Nach einigen Stunden versuchte er, getaucht mit langsamer Fahrt in Richtung Nordwesten, zur offenen See, zu entkommen.
Dabei wurde U 250 in geringer Tiefe durch das klare Wasser vom kleinen sowjetischen Minenräumboot KM-910 aus gesichtet. Von diesem wurde um 19:02 Uhr Moskauer Zeit der sich in 2,5 sm Entfernung befindliche U-Jäger MO 103 herbeigerufen, der um 19:10 Uhr in 1300 m Entfernung Kontakt herstellte. U 250 wurde von MO 103 mit drei großen Wasserbomben angegriffen und beschädigt. Danach verriet eine Luftblasenspur den genauen Standort des U-Bootes. Von einer zweiten Serie von vier großen und fünf kleinen Wasserbomben explodierte eine im Bereich der Bugzelle von U 250 und verursachte ein großes Leck von 2,75 m². Es sank auf Position 60° 27′ N, 28° 24′ O in einer Tiefe von 27 Metern auf Grund.
Anschließend versuchte Schmidt, sein Boot durch Ausblasen der Tauchzellen zum Auftauchen zu bringen – was an der Oberfläche zu erkennen war –, um der Besatzung das Aussteigen zu ermöglichen. Da der Kommandant des U-Jägers den Einsatz der seiner eigenen Bewaffnung überlegenen U-Boots-Artillerie befürchtete, ließ er um 19:40 Uhr eine weitere große Wasserbombe werfen, die U 250 hinter dem Turm im Bereich der Dieselmotoren traf und ein großes Leck von etwa 30 m² verursachte. U 250 wurde dadurch endgültig fahrunfähig, Wrackteile sowie Öl schwammen auf.
Kapitänleutnant Schmidt und fünf weitere Besatzungsmitglieder, die sich in der Zentrale in der Mitte des U-Bootes befunden hatten, konnten durch den Turm und das Turmluk aus dem auf Grund liegenden Boot entkommen. Obwohl in diesem Moment finnische Küstenartillerie von der zehn Kilometer entfernten Küste aus das Feuer eröffnete, wurden sie von MO 103 aufgenommen und kamen in sowjetische Kriegsgefangenschaft. Die anderen 46 Besatzungsmitglieder, die sich im Bug- und Heckbereich des U-Bootes aufgehalten hatten, fanden den Tod.

## Verbleib
Zunächst drangen sowjetische Spezialtaucher in das Wrack ein, kamen jedoch nur bis in den Turm und die Zentrale. Aufgrund früherer Agentenmeldungen, Aussagen des Kommandanten und des offenkundigen Versuchs von sechs Torpedoschnellbooten der 5. S-Flottille der Kriegsmarine, das Wrack durch Werfen von 30 Wasserbomben zu zerstören, wurde an Bord von U 250 eine streng geheime Neuentwicklung, akustisch gesteuerte Torpedos vom Typ T 5 „Zaunkönig“, vermutet. Da U 250 in nur knapp 30 Meter Tiefe lag, wurde es von der sowjetischen Marine im September 1944 nachts – innerhalb der Reichweite finnischer Küstenartillerie – gehoben und am 15. September 1944 nach Kronstadt gebracht. Dort wurden unter anderem die toten Besatzungsmitglieder geborgen und auf dem Kronstadter Friedhof beerdigt.
Es wurden insgesamt acht Torpedos geborgen: Aus den vier Bugtorpedorohren ein elektrisch angetriebener Torpedo vom Typ T 5 und zwei elektrisch angetriebene Torpedos vom Typ G 7e mit FAT-II. Rohr 1 war nach dem Schuss auf MO-105 leer. Aus dem Bugraum (zum Nachladen) drei Dampfgastorpedos vom Typ G 7a mit FAT-I. Aus dem Hecktorpedorohr ein Torpedo vom Typ T 5 und aus dem Heckraum (zum Nachladen) ein weiterer Torpedo vom Typ T 5. Alle Torpedos waren mehr oder weniger beschädigt. Um ihre Funktionsweise zu rekonstruieren, wurden beschädigte Teile durch intakte Teile aus den anderen Torpedos ergänzt. Hinzu kamen 36 Satz im Wrack gefundene Dokumentationen. Auch die Enigma wurde geborgen.
Die Angaben, in welchem Umfang die daran sehr interessierten Briten Informationen über technische Details der akustisch gelenkten Torpedos erhielten, sind widersprüchlich. Josef Stalin hatte in einem Briefwechsel mit Winston Churchill persönlich zugesagt, diese Informationen weiterzugeben. Nach dem Krieg, im Dezember 1947, ließ Stalin jedoch den damaligen Oberbefehlshaber der sowjetischen Flotte, Admiral W. F. Tribuz, den damaligen Volkskommissar für die Verteidigung der Seekriegsflotte, Admiral N. G. Kusnezow und dessen engsten Mitarbeiter, Admiral Lew Michailowitsch Galler, sowie Admiral Alafusow und Vizeadmiral Stepanow, unter anderem wegen Weitergabe der Dokumentation der akustischen Torpedos von U 250 an die Engländer, anklagen und mit Degradation, Gefängnis oder Zuchthaus bestrafen. Galler starb nach vier Jahren im Zuchthaus, die anderen überlebten und wurden nach Stalins Tod am 11. Mai 1953 rehabilitiert.
Am 12. April 1945 wurde U 250 unter dem Namen TS-14 von der sowjetischen Marine erneut in Dienst gestellt. Auf Grund der schweren Schäden wurde jedoch von einer Reparatur abgesehen und das Boot am 12. August 1945 ausgemustert und zur Verschrottung freigegeben. In den Bestand des Zentralen Museums der sowjetischen Seekriegsflotte im damaligen Leningrad (heute Sankt Petersburg) gelangten die Originalflagge, die Borduhr sowie Mütze und Doppelglas des Kommandanten.

## Erinnerung

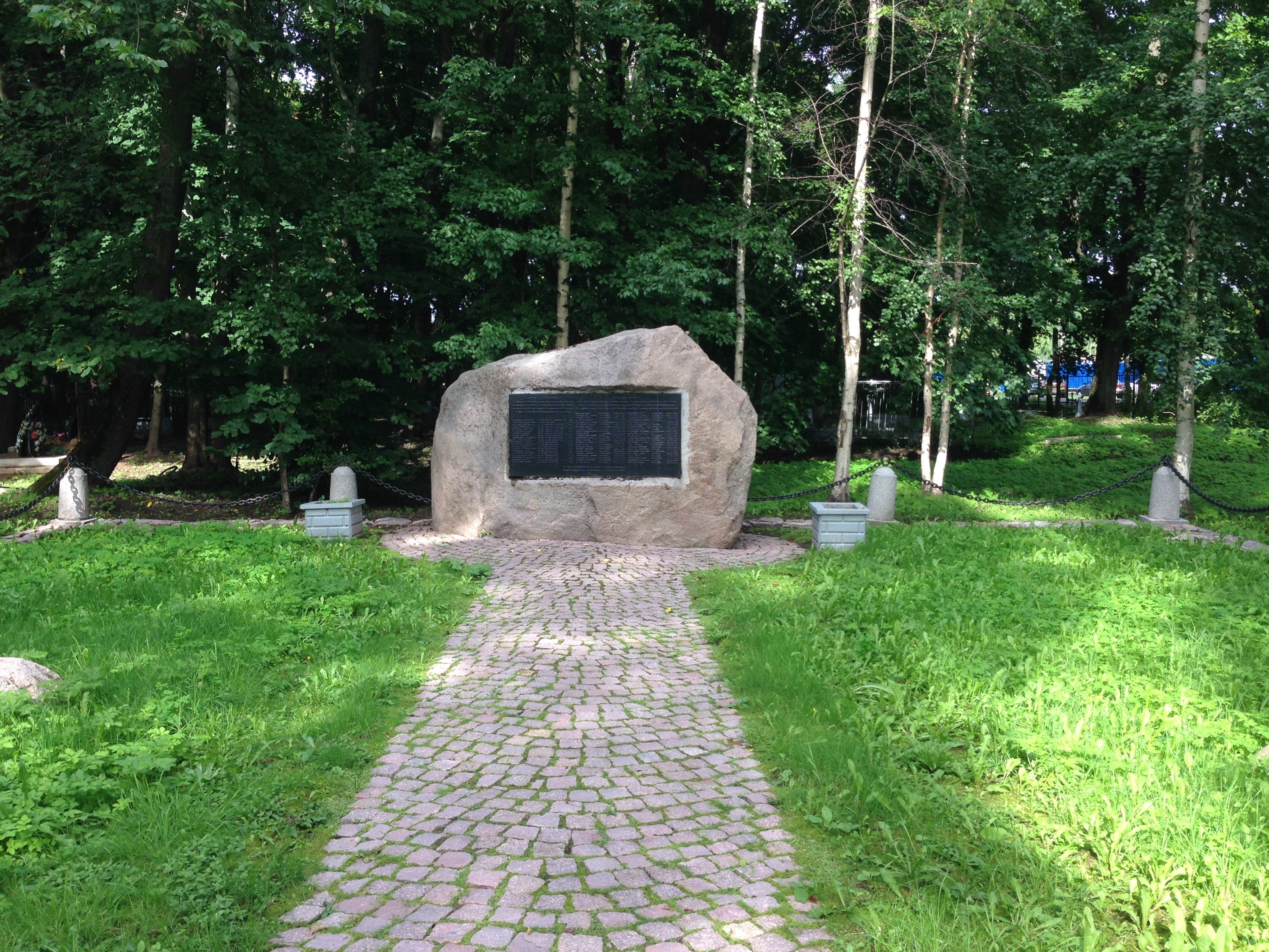
Denkmal für die Matrosen MO-105 und U-250

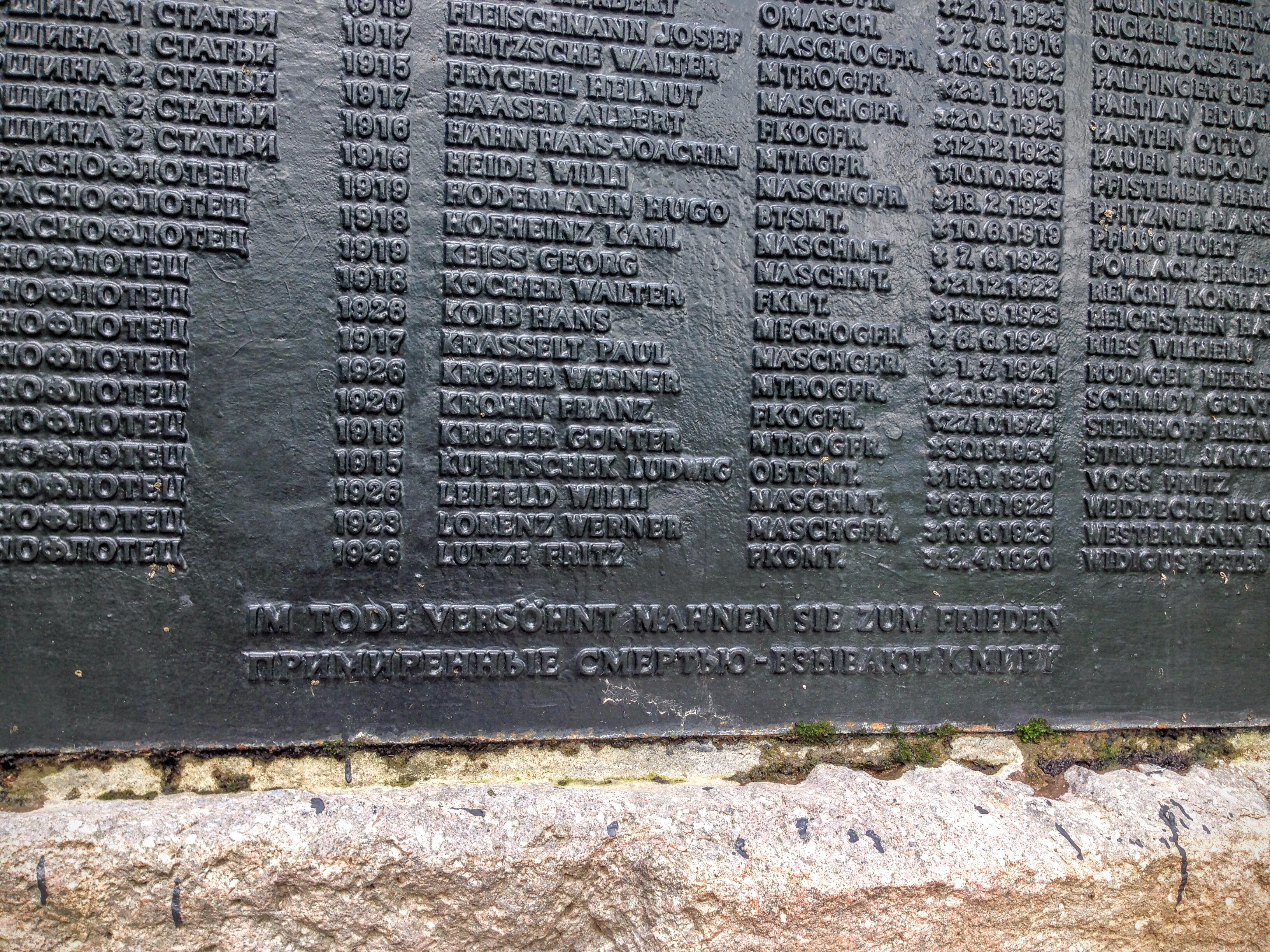
Fragment einer Gedenktafel

Am 22. Oktober 1996 wurde auf dem lutherischen Friedhof Kronstadt ein gemeinsames Ehrenmal für sowjetische Matrosen, die auf MO-105 starben, und deutsche Matrosen, die mit U-250 ertranken, eröffnet. Auf dem Granitstein ist eine Metallplatte mit 20 sowjetischen und 46 deutschen Namen befestigt. Unten auf der Platte befindet sich eine zweisprachige Inschrift: „Im Tode Versöhnt mahnen sie zum Frieden“.